# Melanchra contraria
Melanchra contraria är en fjärilsart som beskrevs av Walker 1856. Melanchra contraria ingår i släktet Melanchra och familjen nattflyn. Inga underarter finns listade i Catalogue of Life.